# Amarynthos
Amarynthos (in greco Αμάρυνθος?) è un ex comune della Grecia nella periferia della Grecia Centrale (unità periferica dell'Eubea) con 7 356 abitanti secondo i dati del censimento 2001.
È stato soppresso a seguito della riforma amministrativa, detta Programma Callicrate, in vigore dal gennaio 2011 ed è ora compreso nel comune di Eretria.

## Storia
Famosa nell'antichità col nome di "Amarinto" (in greco antico: Ἀμαρύνθια) in quanto vi si svolgevano le splendide Amarisie (Ἀμαρύσια o Ἀμαρύνθια) in onore di  Artemide,.